# Les Deux Mères
Pour l’article homonyme, voir Les Deux Mères (film, 1919).
Les Deux Mères est un film muet français réalisé par Louis Feuillade, sorti en 1909.

## Distribution
- Alice Tissot
- Renée Carl
- Henri Duval
- Maurice Vinot
- Henri Gallet